# Henryk Jost
Henryk Jost (ur. 21 sierpnia 1921 w Zakopanem, zm. 2 grudnia 2006 tamże) – dr nauk humanistycznych, inżynier, historyk techniki i przemysłu wiejskiego na Podhalu, Spiszu i Orawie.

## Życie rodzinne
Henryk Jost był synem Alojzego Henryka, budowniczego, inspektora budowy drogi do Morskiego Oka i projektanta mostu na Wodogrzmotach Mickiewicza oraz Matyldy z Nowaków, nauczycielki i działaczki społecznej. Mieszkali w zaprojektowanej przez ojca willi Hanka przy dzisiejszej ulicy Grunwaldzkiej. Żonę poznał w trakcie odbywania studiów w Gdańsku, z Anną Bloch wszedł w związek małżeński w 1949 roku.

## Nauka szkolna, studia
Maturę zdał w liceum im. Oswalda Balzera w 1939 roku, następnie złożył dokumenty o przyjęcie na studia na Politechnice Warszawskiej. W Warszawie spędził okres kampanii wrześniowej, biorąc udział w obronie stolicy jako ochotnik, po zakończeniu walk powrócił do Zakopanego. W 1944 roku uczestniczył w organizacji w Zakopanem konspiracyjnej ekspozytury Politechniki Warszawskiej, samemu zaliczając na niej kurs pierwszego roku studiów. Po wojnie kontynuował studia na Wydziale Mechanicznym Politechniki Gdańskiej, który ukończył w 1951 roku. Stopień doktora nauk humanistycznych uzyskał 14 grudnia 1973 roku w Zakładzie Historii Nauki i Techniki PAN.

## Praca zawodowa
Początkowo pracował w elektrowni miejskiej, w połowie 1940 roku, chroniąc się przed wywiezieniem na roboty przymusowe rozpoczął naukę w Berufsfachschule für goralische Volkskunst (dawna Państwowa Szkoła Przemysłu Drzewnego). Od 1941 roku pracował w niemieckim zarządzie miasta. Jednocześnie, od 1943 roku, był zaprzysiężony jako żołnierz Armii Krajowej, ps. "Limba" i brał udział w tajnym nauczaniu. Po przerwanych przez II Wojnę Światową studiach w Warszawie podjął naukę na Politechnice Gdańskiej.
Po studiach ukończonych w 1951 roku powrócił do Zakopanego i do przejścia na emeryturę w 1982 roku pracował jako projektant instalacji sanitarnych w kilku miejscowych przedsiębiorstwach. Poza pracą zajmował się badaniami nad historią przemysłu na Podhalu. W 1955 roku wszedł w skład Zespołu do Badań Górnictwa i Hutnictwa Tatrzańskiego, powołanego przez Komitet Historii Nauki Polskiej Akademii Nauk. W 1962 roku opublikował książkę O górnictwie i hutnictwie w Tatrach polskich (II wyd. rozszerzone, pt. Dzieje górnictwa i hutnictwa w Tatrach polskich, 2004).

## Działalność społeczna
Jako członek Podhalańskiej Komisji Opieki nad Zabytkami PTTK rejestrował zabytki przemysłu wiejskiego na terenie powiatu nowotarskiego. W rezultacie tych działań opublikował Katalog zabytków budownictwa przemysłowego w Polsce, powiat Nowy Targ i m. Zakopane (Wrocław, 1969).

## Publikacje
Do innych publikacji jego autorstwa należą:
- Kuźnice zakopiańskie (1985)
- Słownik gwarowych wyrazów technicznych z terenu Podhala (1987)
- Ludowe tartaki i gonciarnie podhalańskie (1989)
- Zakopane czasu okupacji (1989)
- Młyny podhalańskie (2000)
- Zabytki techniki na Podtatrzu (2001).

Autor wielu artykułów, publikował między innymi w "Roczniku Podhalańskim", "Kwartalniku Historii Nauki i Techniki", "Kwartalniku Historii Kultury Materialnej", "Wiadomościach Hutniczych", "Przeglądzie Odlewnictwa", "Podtatrzu".

## Członkostwo w organizacjach pozarządowych
Członek wielu stowarzyszeń:
- Stowarzyszenie Inżynierów i Techników Przemysłu Hutniczego,
- Polskie Towarzystwo Historii Techniki,
- The International Society of Molinology,
- Związku Podhalan,
- Polskiego Towarzystwa Tatrzańskiego,
- Polskiego Towarzystwa Turystyczno-Krajoznawczego,
- członek honorowym Podhalańskiego Towarzystwa Przyjaciół Nauk i Towarzystwa Muzeum Tatrzańskiego.

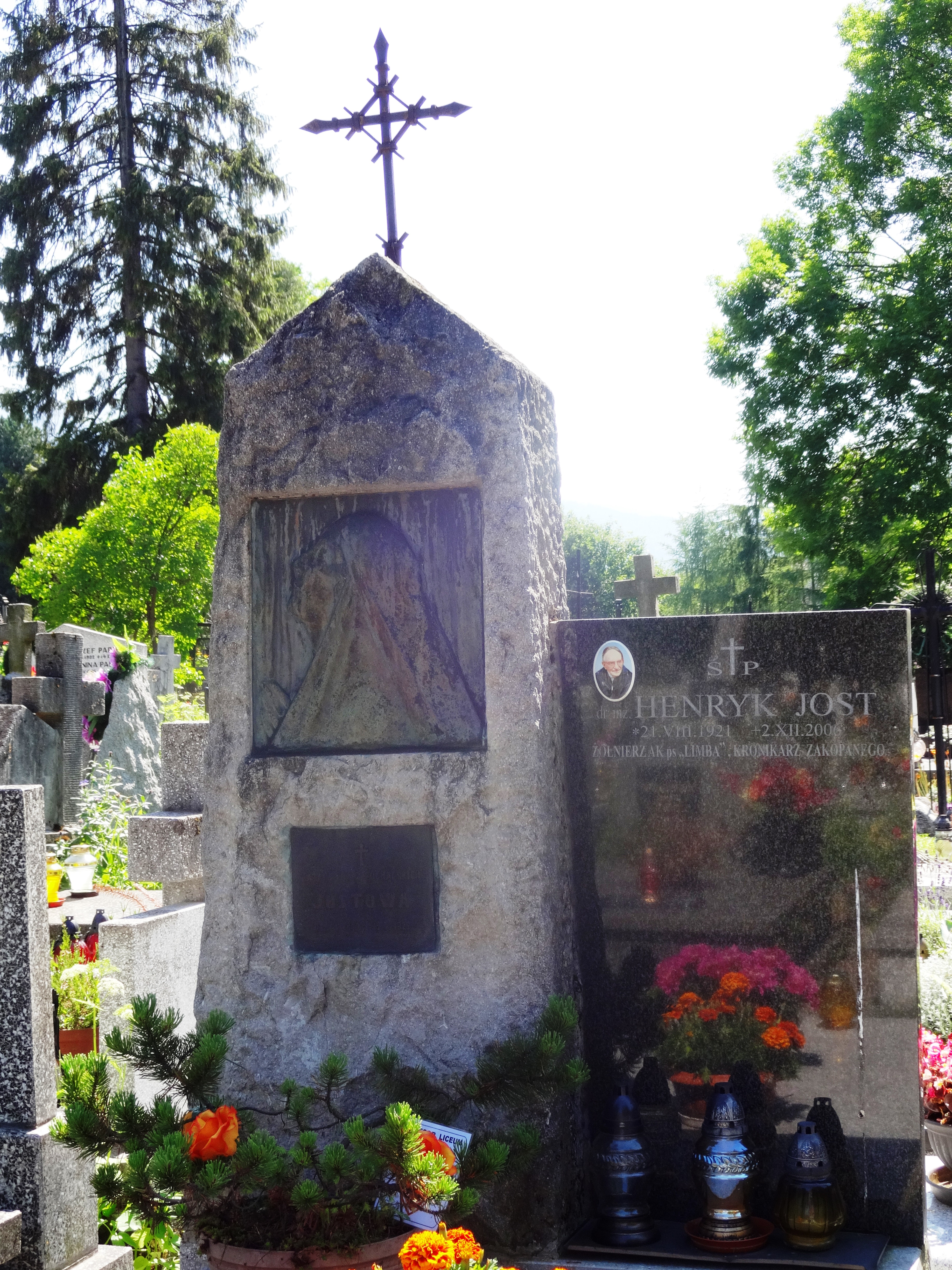
Grób Henryka Josta na Nowym Cmentarzu w Zakopanem

Został pochowany na Nowym Cmentarzu w Zakopanem (kw. N6-B-10).

## Odznaczenia i awanse wojskowe
Był odznaczony między innymi:
- Krzyżem Kawalerskim Orderu Odrodzenia Polski (1982),
- Medalem Zwycięstwa i Wolności 1945 (1980),
- Medalem 40-lecia Polski Ludowej,
- zaś przez rząd emigracyjny dwukrotnie Medalem Wojska (1948),
- Srebrnym Krzyżem Zasługi z Mieczami
- Krzyżem Armii Krajowej (1949).
- Nagrodą Literacką Zakopanego (1994),
- Nagrodą Burmistrza Zakopanego (2004).
- W 2001 roku otrzymał awans do stopnia podporucznika w stanie spoczynku.